# 安德雷德 (加利福尼亞州)
安德雷德（英語：Andrade）是位於美國加利福尼亞州因皮里爾縣的一個非建制地區。該地的面積和人口皆未知。

## 地理
安德雷德的座標為32°43′33″N 114°43′33″W / 32.72583°N 114.72583°W，而該地的平均海拔高度為42米（即138英尺）。